# Despedida de soltero

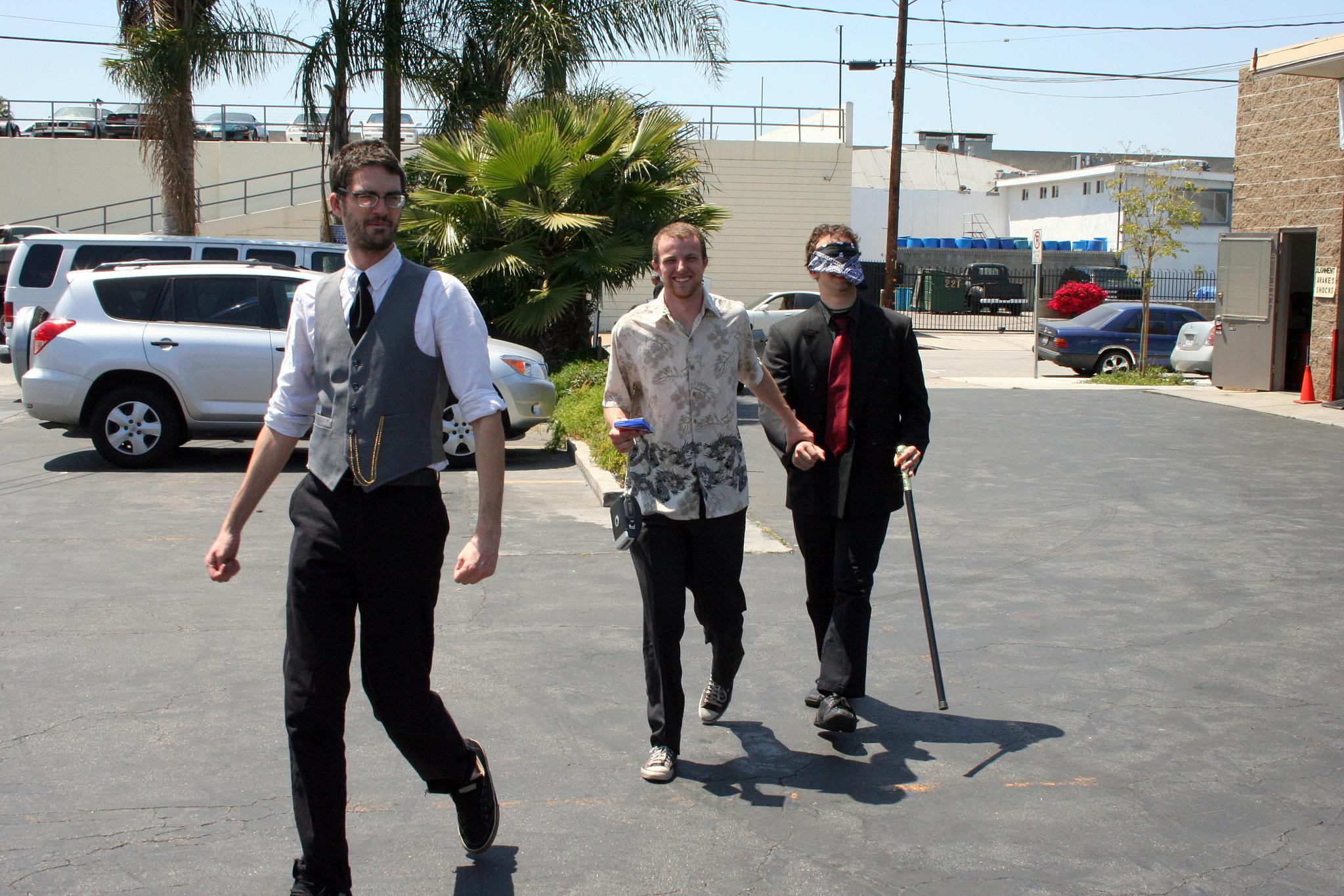
Una despedida de soltero

Una Despedida de soltero (en los Estados Unidos y, a veces, en Canadá), también conocida como fin de semana de soltero, despedida de soltero o despedida de soltero (en el Reino Unido, países de la Commonwealth e Irlanda), o noche de despedida de soltero (en Australia),  es un fiesta celebrada/arreglada por el hombre que pronto contraerá matrimonio.
Una despedida de soltero suele ser planificada por los amigos o la familia del novio.
Las primeras referencias a las despedidas de soltero occidentales en el Oxford English Dictionary datan del siglo XIX. Tradicionalmente, las despedidas de soltero incluían un banquete de etiqueta presentado por el padre del novio que incluía un brindis en honor del novio y la novia. Desde la década de 1980, algunas despedidas de soltero en los Estados Unidos han implicado viajar a un destino extranjero en compañía de strippers o camareras en topless.

## Historia
La despedida de soltero se remonta al siglo V a. C. Los antiguos espartanos celebraban la última noche del novio como soltero en la que celebraban una cena y brindaban en su nombre.
En 1896, Herbert Barnum Seeley, nieto de PT Barnum, organizó una despedida de soltero (conocida como la "Awful Seeley Dinner") para su hermano en el restaurante Sherry's de la ciudad de Nueva York. La fiesta contó con una bailarina apodada "Pequeño Egipto" que supuestamente bailaba desnuda en los postres. El partido fue disuelto en la madrugada por un oficial. Posteriormente, la familia Seeley llevó al oficial de policía al juicio de la junta policial por "conducta impropia de un oficial de la ley". En ese momento, ese incidente sacó a la luz los asuntos "a puerta cerrada" con las despedidas de soltero.
El término "soltero", que originalmente significaba "un joven caballero en formación", se mencionó por primera vez en el siglo XIV para referirse a un hombre soltero en Los cuentos de Canterbury de Geoffrey Chaucer. En 1922, el término "despedida de soltero" se publicó en el Journal of Literature, Science and Arts de William Chambers y se describió como una fiesta "vieja y alegre".

## Variedades
El evento equivalente para la futura novia se conoce como Bachelorette (o despedida de soltera).
En Canadá, algunos optan por celebrar una despedida de soltero y cierva, o una fiesta de brujas o hag do en el Reino Unido ("bruja" es una combinación de las palabras "gallina" y "ciervo"), en la que asisten tanto la novia como el novio.  Estos eventos a menudo pueden brindar la oportunidad de recaudar fondos para la boda en sí.

### En Alemania
En Alemania, este evento se llama Junggesellenabschied, que literalmente significa "despedida de soltero". También hay un evento separado que la pareja celebra juntos la noche anterior a su boda, llamado Polterabend. En el Polterabend, los invitados rompen porcelanas y lozas viejas para traer suerte al matrimonio de la pareja. Se dice que la tradición se remonta a tiempos precristianos; al romper ruidosamente las cerámicas, se supone que los espíritus malignos, especialmente los espíritus de envidia, son expulsados. En los últimos años, las despedidas de soltero al estilo anglo se han vuelto cada vez más populares entre los solteros. En partes del norte de Alemania que carecen de una tradición de carnaval, los disfraces divertidos se han convertido en una parte popular de las despedidas de soltero o soltera.
Algunas partes de Alemania tienen una costumbre relacionada, en la que sus amigos obligan a una persona que aún no está casada a cumplir 30 años a vestirse de una manera vergonzosa y a realizar tareas tontas que a menudo incluyen algún tipo de trabajo de limpieza.

### En Canadá
Las despedidas de soltero canadienses pueden extenderse a asuntos de fin de semana, que a veces implican viajes a una casa de campo o ciudades de Canadá y, en ocasiones, también a Las Vegas. Al igual que en Sudáfrica, el itinerario de una despedida de soltero suele ocultarse al futuro novio. A veces se utiliza la terminología australiana 'buck' en lugar de 'stag'.
En la provincia de Manitoba en particular, a menudo se lleva a cabo un "social" en lugar de una despedida de soltero, en el que se invita al público a asistir a una gran fiesta nocturna en un pub alquilado o en un lugar para eventos. Los boletos se venden en la puerta o en línea, generalmente hay una barra de efectivo y una subasta silenciosa, y durante toda la noche se servirá un bufé tradicional de bocadillos regionales conocido como "almuerzo de medianoche".

### En España
España, es uno de los destinos preferidos para celebrar una despedida de soltero. Se celebran más de 300.000 despedidas al año. De media las despedidas en España tienen una duración de 2 a 3 días y se realizan en grupos de entre 8 y 12 invitados.
En España las despedidas de soltero giran en torno a sorprender al novio o a la novia. Normalmente, los invitados le vendan los ojos al novio y le llevan al lugar donde se celebrará la despedida. Muchas veces se organizan viajes sorpresa a ciudades como Ibiza, Madrid, Barcelona o Salamanca, lugares con una amplia oferta de nocturno. El grupo de amigos suele organizar y pagar toda la experiencia.
Una de las partes más esenciales de la celebración es la de disfrazar al novio. El resto de los invitados va a juego con el mismo disfrazo o con camisetas de los mismos colores. Durante la despedida de soltero el novio tiene que realizar una serie de pruebas a modo de gymkana. Por ejemplo: cantar delante de desconocidos, darle un beso a alguien, conseguir dinero, etc. Además, en las despedidas de soltero se incluyen actividades como el paintball o las actividades deportivas. Las despedidas de soltera suelen celebrarse en spas, en bodegas donde realizan alguna cata o en empresas que organicen gymkanas o cluedos en vivo. La amplia oferta de actividades hace que de media los invitados se gasten entre los 70 y los 120 euros para una celebración de 1 día o que hagan un gasto de entre 150 a 200 euros si la despedida dura un fin de semana.

### En los Estados Unidos
En los Estados Unidos, Las Vegas es tanto un destino popular para despedidas de soltero como un lugar para la boda. Cada vez más, las "despedidas de soltero de destino" están reemplazando las salidas nocturnas estándar, y los estadounidenses viajan a Las Vegas, Miami, Nashville o México.
Las despedidas de soltero en los EE. UU. estereotípicamente implican el consumo masivo de alcohol, la contratación de una estríper y el alboroto general al que la novia podría no tener una reacción positiva; de hecho, la característica definitoria de la despedida de soltero es que la prometida no está presente. Cada vez más, las despedidas de soltero simbolizan la última vez que el novio está libre de la influencia de su nueva esposa/pareja. A veces se asocian pasteles emergentes.

### En Francia
En Francia y en muchas regiones francófonas como Quebec, la despedida de soltero se llama enterrement de vie de garçon, que literalmente significa "(el) entierro de la vida de niño" o "entierro/funeral de la vida de soltero". ". Para las mujeres es enterrement de vie de jeune fille, traducido como "entierro/funeral de la vida de niña/doncella". Las despedidas de soltero se conocían ya en la década de 1830, cuando en el barrio Charpennes de Lyon grupos de jóvenes cenaban en el restaurante de La Mere Brigousse su famoso plato de enormes dumplings les tétons de Vénus (Pechos de Venus).

### En Israel
En Israel, la despedida de soltero se llama מסיבת רווקים (mesibat ravakim), que literalmente significa despedida de soltero. Tales fiestas pueden incluir consumo excesivo de alcohol y, a veces, la presencia de estríperes, u otras actividades recreativas de vinculación que se realizan juntos, como paintball o un viaje al extranjero que dura unos días.

### En el Reino Unido
Las bromas son una característica de larga data de las despedidas de soltero en el Reino Unido e Irlanda. La prensa informó en 1964 que Howard Newham (21), de Park Road, Timperley, Cheshire, Gran Manchester, requirió que los bomberos cortaran una 'bola y cadena' de su pierna. Le dijo a los periodistas: "Mis amigos lo cerraron con candado en mi despedida de soltero y dijeron que habían perdido la llave".
En el Reino Unido, ahora es común que la fiesta dure más de una noche, de ahí la creciente prevalencia de la frase "fin de semana de soltero" o "despedida de soltero". Un resultado derivado ha sido el crecimiento de la industria de los fines de semana para solteros en el Reino Unido con varias empresas a cargo de la preparación del evento.
En el Reino Unido, los viajes de fin de semana para solteros se están convirtiendo en mini-vacaciones con los grupos participando en diversas actividades durante el día, así como en la esperada salida nocturna en la ciudad. Pueden implicar viajar a otro lugar en el Reino Unido o ir al extranjero, con Cracovia, Dublín y Riga encabezando la lista, seguidos de Praga, Ámsterdam, Bratislava y Budapest. Se sabe que las despedidas de soltero en el extranjero implican visitas a burdeles y prostitutas, aunque esto es en la minoría de los casos.

### En Sudáfrica
Se espera que las despedidas de soltero en Sudáfrica sean una sorpresa, que es una variante regional única. La fiesta se planea sin el conocimiento del novio y normalmente es un par de días antes de la boda. Una despedida de soltero puede incluir a muchos familiares y amigos, y no se limita a la fiesta de bodas. A menudo incluye un braai tradicional.

### En Suecia
En Suecia, las despedidas de soltero se conocen como Svensexa. Están documentados desde el siglo XVII; se cree que la tradición comenzó con la despedida de soltera, Möhippa, a la que siguió una versión masculina.  Las fiestas se llamaron primero Svenafton, que significa la víspera de Sven. Sven es un nombre sueco que significa "hombre joven" y también se usa en relación con la virginidad masculina. A la iglesia no le gustaban las fiestas porque implicaban beber en exceso y los participantes se presentaban a la boda con resaca o borrachos. En el siglo XIX fue reformado por la burguesía y pasó a ser conocido como Svensexa, donde sexa era una nueva palabra para una fiesta nocturna con cena y alcohol que comenzaba a las seis en punto con bebidas y bocadillos. No había actividades. en las despedidas de soltero suecas, aparte de la comida y el alcohol, hasta las décadas de 1960 o 1970. Desde entonces se han convertido en eventos de día completo o de fin de semana, que tradicionalmente comienzan con un secuestro seguido de actividades que pueden implicar la humillación del soltero. Por lo general, no se llevan a cabo el día anterior a la boda, sino algunos fines de semana antes.

### En Tailandia
Las despedidas de soltero en Tailandia se hicieron cada vez más populares después del gran éxito de The Hangover 2, que se filmó y se basó en Bangkok.

### En Argentina
Las despedidas de soltero en Argentina se hicieron cada vez más populares, hoy es un evento pre boda que se realiza tanto en grupos de mujeres como de hombres. Existen compañías que organizan Despedias de Soltero en diferentes provincias del país.

## Críticas
En España, algunas ciudades intentan eliminar las despedidas de soltero, ya que genera numerosas molestias a los vecinos. Algunas ciudades, como Salamanca o Madrid, donde se celebran numerosas despedidas de soltero, se han propuesto medidas para regularlas y limitarlas en lugares públicos.